# آنی کروز
آنی کروز (انگلیسی: Annie Cruz؛ زاده ۶ نوامبر ۱۹۸۴) بازیگر پورنوگرافی اهل ایالات متحده آمریکا از پدر و مادری فیلیپینی است.